# Baie du Poste (lac Mistassini)
La baie du Poste est un plan d'eau douce dans la partie sud-est du lac Mistassini, dans le territoire de Eeyou Istchee Baie-James, dans la région administrative de la Nord-du-Québec, dans la province de Québec, au Canada. Cette baie est située dans le canton de Duquet.
La foresterie constitue la principale activité économique de cette zone; les activités récréotouristiques, en second. La rive est du lac Mistassini est desservie par quelques routes forestières se reliant à la route 167 (sens nord-sud) qui passe entre la rivière Témiscamie et le lac Albanel.
La surface de la baie du Poste est habituellement gelée de la mi-novembre à la fin avril, toutefois la circulation sécuritaire sur la glace se fait généralement du début décembre à la fin de mars. Cette anse constitue un refuge pour la navigation en cas de fort vent.

## Géographie
Les bassins versants voisins de la baie du Poste sont:
- côté nord: lac Mistassini, rivière Rupert, baie Radisson, rivière Wabissinane, lac Albanel;
- côté est: rivière Chalifour, lac Fixe Axe, lac Margonne, rivière à la Perche (lac Mistassini), rivière Nestaocano;
- côté sud: rivière Waconichi, lac Waconichi, lac Duberger, lac Éva, rivière Nepton (lac Chibougamau), rivière Nepton Nord, rivière Boisvert (rivière Normandin);
- côté ouest: rivière Pipounichouane, lac Diéréville, baie Pénicouane.

La baie du Poste compte 78 îles. Cette baie qui a une longueur de 20,7 km et une largeur de 7,7 km, est formée en longueur suivant le sens des stries de l'écorce terrestre du secteur du lac Mistassini et du lac Albanel. Les principales caractéristiques du lac sont (sens horaire à partir de sortie):
- la presqu'île de Watso en forme de grand C (ouvert vers du nord-est) rattachée à la rive est, formant la rive nord-est de la baie du Poste, barrant la sortie de cette baie et comportant le village de Mistissini au nord-ouest. Note: une route connectée à la route 167 dessert cette presqu'île;
- la presqu'île Ayikwapit s'étirant sur 5,4 km vers le sud-ouest, formant la limite Nord-Ouest d'une baie s'étirant sur 5,9 km vers du nord-est. La rivière à la Perche (lac Mistassini) se déverse au fond de cette baie;
- une baie s'étirant sur 4,5 km vers le Sud, recueillant la rivière Waconichi (venant du Sud);
- une baie barrée par une série d'îles, s'étirant sur 4,5 km vers le sud-ouest, recueillant la décharge de quelques lacs non identifiés;
- une presqu'île s'étirant sur 4,1 km vers l'est, puis le nord, formant la délimitation de la rive nord  d'une baie s'étirant sur 1,9 km vers le sud-ouest, et formant la délimitation sud de la baie Chochikoun (longueur: 6,4 km dans le sens nord-sud) s'étirant sur 4,5 km vers l'ouest;
- une presqu'île rattachée à la rive Ouest s'étirant sur 8,3 km vers le sud-est, soit vers le centre de la baie; cette presqu'île constitue la rive nord  de la baie précédente, ainsi que la rive Ouest de la baie menant à l'embouchure de la baie du Poste;
- la Petite baie Chochikoun s'étirant sur 3,5 km vers l'ouest et subdivisée en deux à cause d'une presqu'île rattachée à la rive Ouest s'étirant sur 1,6 km vers le centre de cette baie.

L'entrée de la baie du Poste comporte une largeur d'une centaine de mètres entre la presqu'île Watso venant de l'est et la presqu'île Abatagouche s'étirant vers le nord. Le milieu de cette entrée est situé à:
- 51,0 km au nord du lac Chibougamau;
- 75,0 km au nord-est de l'embouchure du lac Mistassini (confluence avec la rivière Rupert);
- 1,7 km au sud-ouest du centre du village de Mistissini (municipalité de village cri);
- 65,8 km au nord-est du centre-ville de Chibougamau;
- 363 km à l'est de l'embouchure de la rivière Rupert (confluence avec la baie de Rupert à Waskaganish (municipalité de village cri))[1].

À partir de l'embouchure de la baie du Poste, le courant coule d'abord vers le nord sur 93,7 km en traversant la baie Abatagouche, puis l'archipel Kasapominskat située dans la partie sud-est du lac Mistassini jusqu'à l'embouchure du lac Mistassini (située sur la rive Ouest). Finalement, le courant emprunte vers l'ouest le cours de la rivière Rupert, jusqu'à la baie de Rupert.

## Toponymie
Le toponyme "Baie du Poste " a été officialisé le 5 décembre 1968 par la Commission de toponymie du Québec, soit à la création de cet organisme.